# Festival bunjevački’ pisama 2014.
Festival bunjevački’ pisama 2014. bio je četrnaesto izdanje tog festivala. 
Festival se održao 28. rujna 2014. u sportskoj dvorani Srednje tehničke škole „Ivan Sarić" u Subotici u 20 sati. Organizirala ga je Hrvatska glazbena udruga «Festival bunjevački’ pisama». Izvedeno je 15 pjesama.
Godine 2014. je, kao i 2013., izostao revijalni dio festivala.
Stručno prosudbeno povjerenstvo bili su:  Nataša Kostadinović, Veljko Valentin Škorvaga, Milan Pridraški, Đuro Parčetić i Marija Jaramazović.
Posebno stručno prosudbeno povjerenstvo bili su: Katarina Čeliković, Ljiljana Dulić, Milovan Miković, Ivana Petrekanić Sič i Tomislav Žigmanov.
Izvođače je pratio festivalski orkestar kojim je dirigirala prof. Mira Temunović.
Glasovi publike bili su glasovi posjetitelja u dvorani i glasovi poslani putem SMS-a.
Televizijski ga je prenosila Televizija K23 i Radio Subotica, a televizijski na internetu na http://www.k23tv.com/online–tv/%5Bneaktivna+poveznica%5D, a radijski na internetu na http://onlineradio.hu:8010/szerb_adas.mp3.m3u  Arhivirana inačica izvorne stranice od 21. ožujka 2016. (Wayback Machine). 
Nastupilo je 15 izvođača, od kojih je pet debitanata. Pjesme su bile izvedene ovim redom: 1. "San" – Ivona Francišković – debitantica, Tekst: Petar Kuntić, Glazba: Petar Kuntić, Arr. Miran Tikvicki, 2. "Pisma uspomena" – T. S. "Lengeri" – debitanti, Tekst: Jakov Relković, Glazba: Matija Temunović, Arr. Matija Temunović, 3. "Divno je bilo proliće" – Martin Vojnić Mijatov, Tekst: Vladislav Nađmićo, Glazba: Vladislav Nađmićo, Arr. Miroslav Letović, 
4. "Pođi sa mnom" – Ljubomir Radanov – debitant, Tekst: Radoslav Kolarov, Glazba: Radoslav Kolarov, Arr. Vojislav Temunović, 5. "Božić u ravnici" – Tamara Štricki, Tekst: Marjan Kiš, Glazba: Marjan Kiš, Arr. Ante Crnković, 6. "Namistio riđi nove amove" – Vladimir Parčetić – debitant, Tekst: Zvonko Markovinović, Glazba: Zvonko Markovinović, Arr. Svetozar Saša Kovačević, 7. "Bunjevačka uspomena" – Boris Godar, Tekst: Marko Končar, Glazba: Marko Končar, Arr. Vojislav Temunović, 8. "Moja tambura" – Šime Vujković Lamić – debitant, Tekst: Šime Vujković Lamić, Glazba: Šime Vujković Lamić, Arr. Vojislav Temunović, 9. "Zbogom tugo" – Tamara Babić, Tekst: Snežana Kujundžić, Glazba: Snežana Kujundžić, Arr. Miran Tikvicki, 10. "Tamburaši, tamburaši" – Marko Križanović, Tekst: Petar Kuntić, Glazba: Petar Kuntić, Arr. Miran Tikvicki, 11. "Siromah" – ansambl "Ravnica", Tekst: Nikola Jaramazović, Glazba. Nikola Jaramazović, Arr. Nikola Jaramazović, 12. "Godine su proletile" – Lidija Ivković, Tekst: Stipan Bašić Škaraba, Glazba: Vojislav Temunović, Arr. Vojislav Temunović, 13. "Tu su moji dobri ljudi" – ansambl "Hajo", Tekst: Tomislav Vukov, Glazba: Tomislav Vukov, Arr. Marinko Piuković, 14. "Nigdi niste vidili" – Antun Letić Nune, Tekst: Antun Kujundžić, Glazba: Antun Letić Nune, Arr. Vojislav Temunović, 15. "Trebaš mi" – ansambl "Biseri", Tekst: Josip Francišković, Glazba: Josip Francišković, Arr. Ante Crnković.
Po ocjeni strukovnih sudaca za glazbu, pobijedila je pjesma:  Tu su moji dobri ljudi (tekst i glazba Tomislav Vukov, aranžman Marinko Piuković) koju je izveo ansambl Hajo.
Drugu nagradu strukovnih sudaca dobila je skladba Trebaš mi (tekst i glazba Josip Francišković, aranžman Ante Crnković), koju je izveo ansambl Biser. Treću nagradu dobila je skladba  Božić u ravnici (tekst i glazba Marjan Kiš, aranžman Ante Crnković) koju je izvela Tamara Štricki Seg, dok je stihove govorila Katarina Piuković.  
Najbolja pjesma po izboru publike: Petar Kuntić, autor teksta i glazbe za pjesmu Tamburaši, tamburaši, u izvedbi Marka Križanovića.
Nagrada za najbolji do sada neobjavljeni tekst: Godine su proletile autora Stipana Bašića Škarabe.
Nagrada za najbolji aranžman: 
Nagrada stručnog žirija za najbolju interpretaciju: Nikola Jaramazović, koji je autor teksta, glazbe i aranžmana za pjesmu Siromah, koju je izveo ansambl Ravnica. 
Nagrada za najboljeg debitanta: Vladimiru Parčetiću iz Sombora, koji je otpjevao pjesmu Namistio riđi nove amove (tekst i glazba Zvonko Markovinović, aranžman Svetozar Saša Kovačević)